# 隔膜泵
隔膜泵（Diaphragm pump或Membrane pump），又称为气动隔膜泵（pneumatic diaphragm pump）或气动双隔膜泵（Air Operated Double Diaphragm Pump）。往复泵的一种，用弹性薄膜，耐腐蚀橡胶或弹性金属片将泵分隔成互不相通的两部分，分别是被输送液体和活柱存在的区域。这样，活柱不与输送的液体接触。活柱的往复运动通过同侧的介质传递到隔膜上，使隔膜亦作往复运动，从而实现被输送液体经球形活门吸入和排出。隔膜泵内与被输送液体接触的唯一部件就是球形活门，这易于制成不受液体侵害的形式。在工业生产中，隔膜泵主要用于输送腐蚀性液体或含有固体悬浮物的液体。
主要有三種類型的隔膜泵：

隔膜泵的作動原理

- 在其中的隔膜密封，其一邊在被泵送的流體，而另一個在空氣或液壓流體。膜片彎曲，使泵室的容積增大和減小。甲對非止逆閥防止流體的反向流動。[1]
- 採用容積的容積，其中膜片的原動機是電-機，通過曲柄或齒輪傳動馬達驅動器工作時，或純粹機械的，如用操縱桿或手柄。這種方法通過簡單的機械動作彎曲的膜片，與膜片的一側是開放的空氣中。[2]
- 採用一個或多個非密封隔膜與被泵送兩側的流體。隔膜（次）再次被彎曲，從而使體積發生變化。當任一類型的泵的腔室的容積增大（膜片向上移動）時，壓力降低，流體被吸入到室中。當腔室壓力後從降低體積（隔膜向下移動）的增加，以前在繪製的流體被壓出。[3]最後，膜片向上移動再次提請流體進入腔室，從而完成循環。此操作類似於在一個氣缸的內燃機。

## 特性
- 具有良好的吸程特點，有些是低壓泵以低流速; 其它的是能夠提供更高的流速，依賴於膜片的有效工作直徑和其衝程長度。它們可以處理的污泥和泥漿具有相對高量的砂礫和固體含量。
- 適用於排氣壓力高達1,200 巴
- 具有良好的幹運行特性。
- 可以用來製作人工心臟。
- 是用來做空氣泵的過濾器上的小魚缸。
- 可以達到97％的效率。
- 具有良好的自吸能力。
- 可以處理高粘度液體。粘度調節表可以作為一種工具，以幫助防止在調整大小AOD泵。
- 可用於工業，化學和衛生應用
- 引起脈動流動，可能導致水錘（這可以通過使用一個脈動阻尼器被最小化）
- 粉末式液體容易使其損壞

CFD animation of a diaphragm pump
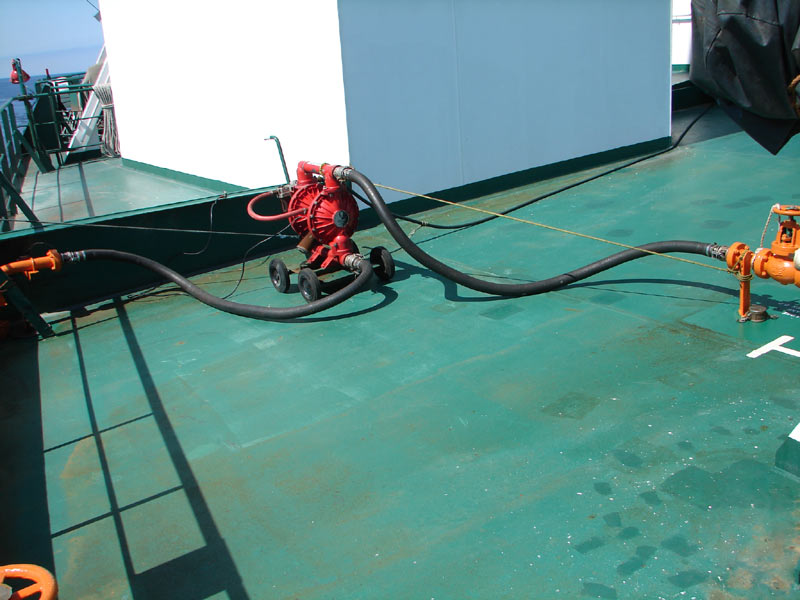
Double acting membrane pump on oil tanker deck
Membrane pump animation